# Midlum, Nordfriesland
Midlum (Fering: Madlem) là một đô thị thuộc huyện Nordfriesland, bang Schleswig-Holstein, Đức.